# John Jacob Rogers

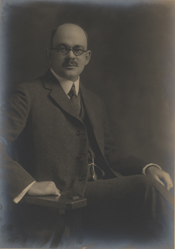
John Jacob Rogers

John Jacob Rogers (* 18. August 1881 in Lowell, Massachusetts; † 28. März 1925 in Washington, D.C.) war ein US-amerikanischer Politiker. Zwischen 1913 und 1925 vertrat er den Bundesstaat Massachusetts im US-Repräsentantenhaus.

## Werdegang
John Rogers besuchte die öffentlichen Schulen seiner Heimat und studierte danach bis 1904 an der Harvard University. Nach einem anschließenden Jurastudium an derselben Universität und seiner 1907 erfolgten Zulassung als Rechtsanwalt begann er ab 1908 in Lowell in diesem Beruf zu arbeiten. Im Jahr 1911 war er bei der dortigen Gemeindeverwaltung tätig und 1912 wurde er dort Schulbeauftragter. Gleichzeitig schlug er als Mitglied der Republikanischen Partei eine politische Laufbahn ein.
Bei den Kongresswahlen des Jahres 1912 wurde Rogers im fünften Wahlbezirk von Massachusetts in das US-Repräsentantenhaus in Washington gewählt, wo er am 4. März 1913 die Nachfolge von Butler Ames antrat. Nach sechs Wiederwahlen konnte er bis zu seinem Tod am 28. März 1925 im Kongress verbleiben. In seine Zeit im Kongress fiel der Erste Weltkrieg. Außerdem wurden in den Jahren 1913 bis 1920 der 16., der 17., der 18. und der 19. Verfassungszusatz ratifiziert.
Im Jahr 1918 diente Rogers für einige Monate in einem militärischen Ausbildungslager. Er kam aber nicht zum Kriegseinsatz. Nach seinem Tod wurde seine Frau Edith als seine Nachfolgerin in den Kongress gewählt. Dieses Mandat übte sie bis 1960 aus.